# Tottus
 (novembre 2019).
Tottus est une chaîne de hypermarchés péruviens spécialisée dans la vente directe de produits alimentaires et d'hygiène ainsi que de produits pour le foyer tels que de l'électronique, des jouets et des vêtements.

## Histoire
Tottus a été créée en novembre 2002. La société a ouvert son premier magasin dans le centre commercial Mega Plaza au Nord de Lima. La même année, la chaîne ouvre ses portes à San Isidro, San Miguel, San Juan de Miraflores et Puente Piedra.
Cette enseigne a été acquise par la multinationale chilienne Falabella en 2005. Le premier hypermarché Tottus au Chili a ouvert ses portes à Puente Alto en décembre 2005. La chaîne de supermarchés Falabella Group détient 26,5% du marché péruvien. 

## Implantation
Les supermarchés Tottus regroupent 138 supermarchés, dont 70 au Pérou et 68 au Chili. 
Pour les prochaines années, la société a annoncé son intention de poursuivre son expansion au Chili, en Argentine et en Colombie. Elle souhaite y implanter une quarantaine de supermarchés Tottus.  

## Publicité
Le premier slogan de Tottus était « Nous élevons la qualité, nous baissons les prix ». Son deuxième slogan était "Des prix irrésistiblement bas" jusqu'au changement de logo en 2007. 
Il a de nouveau changé en 2011 lors de leur nouvelle campagne publicitaire, avec le slogan "Cela vous donne plus pour moins + x - ".
En mars 2012, c'est le visage de l'actrice chilienne Ingrid Cruz qui représente Tottus au Chili. 
En 2015, deux campagnes publicitaires ont été lancées : la première avec l'ancien joueur de football Iván Zamorano pour soutenir l'équipe de football du Chili, la seconde campagne en 2015 et 2016 avec l'acteur Álvaro Rudolphy. 